# Favikon
Favikon, poznat i kao ikonica prečice, ikonica web sajta, ikonica kartice ili ikonica obeleživača je datoteka, povezana sa određenim web sajtom ili web stranicom koja sadrži jednu ili više ikonica koje su najčešće veličine 16x16 piksela. Web dizajner može da kreira takvu ikonicu i da je instalira na web sajt (ili na web stranicu) na nekoliko načina i onda je grafički internet pregledači mogu koristiti. Pregledači koji podržavaju prikazivanje favikona ga obično prikazuju u adresnom polju ( ponekad i u istoriji i pored imena stranice u listi obelezivača). Pregledači koji podržavaju interfejs sa karticama obično prikazuju favikon stranice pored naslova stranice na kartici.

## Istorija
U martu 1999. Majkrosoft je objavio Internet Explorer 5 koji je bio prvi pregledač koji podržava favikon. Prvobitno, favikon je bio datoteka poznata pod nazivom favicon.ico koja je bila smeštena u korenskom direktorijumu (npr., http://en.wikipedia.org/favicon.ico) web sajta. Korišćeni su u obeleživačima Internet Explorera pored URL adrese stranice ako je obeležena. Sporedni efekat bio je taj da je broj posetioca koji su obeležili stranicu bio procenjivan zahtevima za favikonom, tj. svaki put kad bi neko obeležio stranicu, podneo bi zahtev za favikonom. Ovaj sporedni efekat više ne radi, a svi moderni pretraživači podržavaju favikon bez obeležavanja.

### Standardizacija
Favikon je standardizovao World Wide Web Consortium (W3C) u HTML 4.01 preporuci, objavljenoj u decembru 1999. a kasnije u XHTML 1.0 preporuci, objavljenoj 2000.
2003. IANA je registrovala .ico  format pod MIMA tipom/image/vnd.microsoft.icon. Ironično, Internet Explorer ne moze da otvori slike koje su u .ico  formatu. Zaobilazenje ovog problema {Internet Explorera} je pridruzivanje .ico  sa nestandardnim  image/x-icon  MIME tipom na web serverima.
Popularni <link rel="shortcut icon" type="image/x-icon" href="favicon.ico" /> teoretski identifikuje dva odnosa, "shortcut" i "icon", ali "shortcut" nije registrovan i suvišan je. 2011. HTML living standard je precizirao da iz istorijskih razloga "shortcut" bude neposredno ispred "icon"; ipak, "shortcut" nema znacenje u ovom kontekstu.
Internet Explorer 5-10 podržavaju samo ICO file format. Netscape 7 i verzije 5 i 6 pregledača Internet Explorer prikazuju favikon samo kada je stranica označena a ne samo kada je posećena, kao u kasnijim verzijama pregledača.

## Implementacija pretraživača
Sledeća tabela ilustruje najbolje web pretraživače koji podržavaju različite funkcije.Brojevi verzija ukazuju na početnu verziju podržavanih funkcija.

### Podrška za formate datoteka
Sledeća tabela ilustruje format datoteka podršku za favikone.
| Browser           | ICO | PNG  | GIF  | animated GIFs | JPEG | APNG | SVG |
| ----------------- | --- | ---- | ---- | ------------- | ---- | ---- | --- |
| Firefox           | 1.0 | 1.0  | 1.0  | Да            | Да   | 3.0  | Не  |
| Google Chrome     | Да  | Да   | 4.0  | 4.0           | 4.0  | Не   | ?   |
| Internet Explorer | 5.0 | 11.0 | 11.0 | Не            | Не   | Не   | Не  |
| Opera             | 7.0 | 7.0  | 7.0  | 7.0           | 7.0  | 9.5  | ?   |
| Safari            | Да  | 4.0  | 4.0  | Не            | 4.0  | Не   | Не  |

Dodatno, takve ikonice fajlova mogu biti veličine ×16, 32×32, 48×48, or 64×64 piksela I 8-bitni, 24-bitni 32-bitni dubina boje. Članak o ICO file format objašnjava detalje ikonice sa više 256 boja zasnovanih na Microsoft Windows platformama.

### Upotreba favikona
Ova tabela ilustruje različite mogućnosti upotrebe favikona.
| Browser           | Address bar             | Address bar drop down list | Links bar | Bookmarks | Tabs | Drag to desktop |
| ----------------- | ----------------------- | -------------------------- | --------- | --------- | ---- | --------------- |
| Firefox           | 1.0–12.0: Yes > v13: No | Да                         | Да        | Да        | Да   | Да              |
| Google Chrome     | Не                      | Не                         | Да        | Да        | 1.0  | 1.0             |
| Internet Explorer | 7.0                     | Не                         | 5.0       | 5.0       | 7.0  | 5.0             |
| Opera             | 7.0                     | Не                         | 7.0       | 7.0       | 7.0  | 7.0             |
| Safari            | Да                      | Не                         | Не        | Да        | Не   | Не              |

Opera Software je dodela mogućnost promene favikona u Speed Dial u Opera 10.

### Kako se koristi
Tabela ilustruje gde favikoni mogu biti prepoznati od strane pretraživača.
|                                                                                         | Google Chrome | Internet Explorer | Firefox  | Opera    | Safari |
| --------------------------------------------------------------------------------------- | ------------- | ----------------- | -------- | -------- | ------ |
| <link rel="shortcut icon" href="http://example.com/myicon.ico" />                       | Да            | Да                | Да       | Да       | Да     |
| <link rel="icon" href="http://example.com/image.ico" />                                 | Да            | Да (from IE 11)   | Да       | Да       | Да     |
| <link rel="icon" type="image/vnd.microsoft.icon" href="http://example.com/image.ico" /> | Да            | Да (from IE 9)    | Да       | Да       | Да     |
| <link rel="icon" type="image/png" href="http://example.com/image.png" />                | Да            | Да (from IE 11)   | Да       | Да       | Да     |
| <link rel="icon" type="image/gif" href="http://example.com/image.gif" />                | Да            | Да (from IE 11)   | Да       | Да       | Да     |
| <link rel="icon" type="image/x-icon" href="http://example.com/image.ico"/>              | Да            | Да (from IE 9)    | Да       | Да       | Да     |
| favicon.ico located in the website's root                                               | Да            | Да                | Optional | Optional | Да     |
| precedence: prefer root or (X)HTML linked version                                       | linked        | linked            | linked   | ?        | ?      |

Ukoliko su linkovi PNG i ICO favikoni prisutni, PNG-favikoni su kompatibilni pretraživači uzimaju format i veličinu. Firefox i Safari će koristiti favikon koji dolazi poslednji.Chrome za Mac će koristiti svaki koji je ICO formatiran, ili 32x32 favikon. Chrome za Windows će koristiti favikon koji dolazi prvi ukoliko je 16×16, ili ICO. Ukoliko ni jedna od spomenutih opcija nije dostupna, Chromes će koristiti svaki favikon koji dolazi prvi, suprotno od Firefoxa i Safarija.Zaista, Chrome za Mac će ignorisati 16×16 favikone i koristiće 32×32 verziju. Opera će birati bilo koju od dostupnih ikonica nasumično..
Samo SeaMonkey ne prepoznaje favicon.ico u web sajtovima po difoltu.

### Podrška za uređaj
Apple-ovi uređaji koji koriste iOS operativni sistem od verzije 1.1.3 i novije, kao što su iPod,iPhone i iPad, kao i Android uredjaji mogu napraviti prilagođenu ikonu, koja se može prikazati na početnoj strani uređaja. To se može ostvariti korištenjem Web Clip aplikacije. Ovo je omogućeno koristeći <link rel="apple-touch-icon" ...> u <head> sekciji dokumenata koji se nalaze na web sajtu. Ako takva ikona nije unapred određena,umesto nje će se pojaviti početna strana tog web sajta.
Preporučena veličina ikone je 60×60 piksela sa oštrim ivicama. Za najbolje prikazivanje na displeju iPhone 4, preporučuje se veličina od 120×120 piksela
Za iPad i iPad 2 , uobičajena veličina je 76×76 piksela. Za iPad uređaje treće generacije, koristi se veća rezolucija od 152×152 piksela.
Ikona datoteke apple-touch-ikona je modifikovana da dodaje zaobljene ivice, senke i reflektujući sjaj. Alternativno, može se obezbediti da se ne primenjuje reflektujući sjaj na slike.
Sa zaobljenim ivicama i reflektujućim sjajem
```
 <link rel="apple-touch-icon" href="somepath/image.png" />
```

Bez reflektujućeg sjaja
```
<link rel="apple-touch-icon-precomposed" href="somepath/image.png" />
```

Kao u slučaju favicon.ico fajla, pretraživači i mobilni uređaji ne zahtevaju nikakav HTML kod za preuzimanje ovih ikona. Uobičajeno mesto za datoteke su apple-touch-icon-precomposed.png/code> i apple-touch-icon.png(po redosledu prioriteta) koje se nalaze u korenu web sajta.

#### HTML5 preporuke za ikone različitih veličina
Sadašnja specifikacija HTML5 preporučuje da se navode ikone različitih veličina koristeći atribut rel="icon" sizes="space-separated list of icon dimensions" u okviru <link> etikete.
Više formata uključujući Microsoft .ico i Macintosh .icns formate, mogu obezbediti tip sadržaja koristeći atribut type="file content-type u okviru <link> etikete.
Apple-ovi mobilni uređaji koji koriste iOS 5 i novije, ignorišu preporuku HTML5 i koriste svoje, već objašnjene preporučene dimenzije ikona. Internet pregledač Google Chrome će odabrati veličinu koja najbliže odgovara onima koje su predviđene u zaglavlju HTML5 dokumenta.

## Ograničenja i kritike
Zbog potrebe da se favikona može uvek fiksirati, to može dovesti do sporog učitavanja stranica i poruke 404-stranica nije pronađena.
W3C organizacija nije standardizovala druge ključne reči kao prečice, koje su takođe prihvaćene od korisnika.
Favikonom se često manipuliše “prisluškivanje ” I napadi na HTML5 veb stranice.
Mnogi pregledači veba prikazuju favicon blizu pregledačevog UI-a, kao što su mesta gde se unose URL adrese. Promenom sigurnosti favikona, napadač može da pokuša da prevari korisnika, koji će misliti da je na sigurnom sajtu(HTTPS).
Da se ovo ne bi dešavalo, neki veb pregledači prikazuju favikonu u okviru kartice, gde pored URL adrese piše i koji se protokol koristi.